# 阿克奥隆
阿克奥隆，是吉尔吉斯斯坦伊塞克湖州托恩区科克-莫伊诺克乡下辖的一个村。2023年初，该村常住人口为2172人。
得益于中国援助吉尔吉斯斯坦灌溉系统改造工程项目，该村彻底解决了灌溉用水问题。吉尔吉斯斯坦前总统索隆拜·热恩别科夫曾出席在阿克奥隆村举行的项目开工仪式。